# Cambio de piel (telenovela)
Cambio de piel (1997-1998) es una telenovela venezolana producida y transmitida por RCTV, fue escrita originalmente por José Ignacio Cabrujas y adaptada por Perla Farías. Tiene como protagonistas a Coraima Torres y  Eduardo Serrano.
Esta telenovela duró 110 episodios y fue distribuida internacionalmente por RCTV Internacional. Es versión de la telenovela de RCTV en el año 1986, La dama de rosa.

## Sinopsis
Cambio de Piel es una historia de amor marcada por el desencuentro, la confusión y la venganza.

Caracas 1989, Daniella Martínez y José Ignacio Quintana tienen vidas radicalmente diferentes. El es un hombre económicamente sólido, hábil y comprometido. Tiene un matrimonio estable que transcurre sin mayores sobresaltos muy a pesar de sus ocultas infidelidades. Sin embargo, José Ignacio sufre la desdicha de no poder tener hijos. Daniella es una joven bastante impetuosa, muy arriesgada, decidida y alegre, cuyo sueño en la vida es ser una gran actriz. En esta búsqueda, conoce a José Ignacio Quintana. De inmediato, ambos se sienten profundamente atraídos el uno por el otro, sin sospechar que ese encuentro dará lugar a una relación apasionada y sin límite que quedará marcada por el resentimiento. Son dos seres que se atraen por amor y se repelen por dolor. Víctima de una injusticia, Daniella tendrá que pagar con cárcel un delito que no cometió. José Ignacio, sintiéndose traicionado, se verá envuelto por la confusión y será, a los ojos de Daniella, el principal culpable de su desgracia. 8 años después, José Ignacio tratará de borrar las huellas que dejó en su alma aquella mujer que dice odiar. Entre ambos se despertará un cúmulo de pasiones que llevará esta relación a situaciones reveladoras e inesperadas, tanto para ellos como para los personajes que giran a su alrededor.

## Elenco
- Coraima Torres - Daniella Martínez / Victoria Guerrero
- Eduardo Serrano - José Ignacio Quintana
- Caridad Canelón - Leyla Daud
- América Alonso - Doña Amalia Martínez
- María Luisa Lamata - Doña Petra Buenaventura Vda. de Urbieta
- Héctor Mayerston  - Don Augusto Quintana
- Pedro Durán - Ángel Buenaventura
- Beatriz Valdés - Yolanda Urbieta
- Alberto Alifa - Elías Durán
- María Cristina Lozada - Soledad Rangel
- Ricardo Bianchi - Luis Enrique Arismendi
- Catherine Correia - Ana Virginia Arismendi
- Alejandro Faillace - Dr Javier Lugo
- Jessica Braun - Tulia Martínez
- Mariú Favaro - Sofía
- José Gabriel Goncalves - Marcos Martínez
- Javier Paredes - Restrepo
- Henry Stephen - Harry
- Manuelita Zelwer - Beatriz Lozada
- Flor Elena González - Perla García
- Indira Leal - Carla Ruggeiro
- Diana Volpe - Margarita de Arismendi
- José Roberto Díaz - Alberto Lozada
- Manuel Salazar - Néstor Molina
- Humberto García - Raymundo Arismendi
- Luis Colmenares - Alfredo Mendoza
- Rosario Prieto - Floriana Jiménez
- Rolando Padilla - Jesús Buenaventura
- Vilem Stalek - Diego
- Boris Seijas Cachima - Diego Bebé
- Laura Altieri - Carola Lozada
- Alexandro Noguera - Pedroza
- Jeannette Lehr - Directora de la cárcel
- Alejo Felipe  - Eleazar
- Samuel González - Andrés
- Larisa Azuaje - Silvia
- Daniel Jiménez
- Jefferson Verdú

- Datos: Q5025086